# Кінологічний навчальний центр Державної прикордонної служби України
Кінологічний навчальний центр Державної прикордонної служби України (в/ч 2418) — державний навчальний заклад третього атестаційного рівня, підпорядкований Державній прикордонній службі України. Центр надає послуги з підготовки, дресирування та лікування собак.
Розташований у м. Великі Мости (Червоноградський район, Львівська область).

## Призначення
Кінологічний навчальний центр є державним професійно-технічним навчальним закладом третього атестаційного рівня, що здійснює підготовку, перепідготовку та підвищення професійної кваліфікації військовослужбовців Державної прикордонної служби України. Здійснює підготовку кваліфікованих інспекторів-кінологів, молодших інспекторів прикордонної служби та службових собак.

## Структура центру
- відділ підготовки та перепідготовки інспекторів
- племінний розплідник службових собак
- навчальний відділ
- цикл кінологічної підготовки
- цикл прикордонних та інших дисциплін
- відділ персоналу
- відділ логістики
- відділення зв'язку та автоматизації
- фінансово-економічний відділ
- група документального забезпечення

## Історія центру
Історичний шлях кінологічного центру розпочався в далекому 1945 році коли було розпочато формування 6-ї окружної школи сержантського складу.
Після проголошення незалежності України, військова частина отримала умовну назву – військова частина 2418, Північно-Західного прикордонного напрямку.
12 січня 1992 року весь особовий склад склав присягу на вірність українському народові.
В 2006 році відбулась чергова реорганізація  частини. Згідно Директиви Адміністрації Державної прикордонної служби України від 20.03 2006 року № 211 на базі Великомостівського навчального прикордонного загону в червні 2006 року створено Кінологічний навчальний центр Державної прикордонної служби України.

## Командування
командири
- полковник Паньків В. С. (1992 р.)
- полковник Єнікєєв Г. Ф. (1993 р.)
- полковник Некрасов В. С. (1994–1997 рр.)
- полковник Коробка Анатолій Миколайович (1997–2000 рр.)
- полковник Усманов Тальгат Равілієвич (2000–2003 рр.)
- підполковник Амброс Іван Васильович (2003–2004 рр.)
- полковник Хобта Михайло Васильович (2004–2006 рр.)[3]
- полковник Рупінець Віктор Іванович (2006–2011 рр.)
- полковник Мошора Валерій Володимирович (2011–2018 рр.)
- полковник Квартирук Андрій Володимирович (2018–2020 рр.)
- полковник Мейко Олександр Васильович (лютий 2020 –)[4]